# 克洛德·布罗丹
克洛德·布罗丹（法語：Claude Brodin，1934年7月30日—2014年10月17日），法国男子击剑运动员。他曾代表法国参加1960年和1964年夏季奥林匹克运动会击剑比赛，其中1964年奥运会获得一枚铜牌。